# Bayerischer Club
Der Bayerische Club ist ein Zusammenschluss, der die wissenschaftliche Auseinandersetzung mit der Kultur und Geschichte Bayerns fördert. Der in München angesiedelte Förderverein „Bayerischer Club zur Förderung bayerischer Kultur“ trägt viele der Aktivitäten der Organisation.

## Geschichte
Der Bayerische Club wurde erstmals in den 1920er Jahren als zwangloser Freundeskreis ohne rechtliche Form gegründet. Initiatoren waren Funktionsträger aus Politik, Wirtschaft, Wissenschaft und Kunst, die die Kultur und Tradition Bayerns fördern wollten – ausdrücklich mit Blick auf alle drei Landesteile Altbayern, Franken und Schwaben. Der Club pflegte zu diesem Zeitpunkt enge Verbindungen zur abgesetzten bayerischen Herrscherdynastie Haus Wittelsbach und monarchistische Tendenzen.
In der Zeit des Nationalsozialismus wurde der Bayerische Club 1933 verboten. Kurz nach dem Ende des Zweiten Weltkriegs folgte die Neugründung durch ehemalige Mitglieder. In den folgenden Jahrzehnten verstand sich der Club weiterhin als Zusammenschluss von Führungspersönlichkeiten und nicht als Breitenorganisation. Mitglieder waren unter anderem die Ministerpräsidenten Hanns Seidel, Alfons Goppel und Max Streibl. Bis zum Jahr 2015 hatte der Bayerische Club während seiner gesamten Existenz rund 300 Mitglieder gehabt.
Ab dem Jahr 2000 lässt sich eine zunehmende Institutionalisierung der vormals losen Organisation feststellen. 2001 wurde in München der eingetragene Verein „Bayerischer Club zur Förderung bayerischer Kultur“ gegründet, der die Trägerschaft verschiedener Aktivitäten des Bayerischen Clubs übernahm und diese verstetigte. Mitglieder des Bayerischen Clubs müssen nicht notwendigerweise Mitglieder des Fördervereins sein, unterstützen diesen jedoch in der Regel mit Spenden.
Aktuell (2017) tritt als Sprecher des mehrköpfigen Repräsentantengremiums des Bayerischen Clubs in der Regel Albert Scharf auf, der ehemalige Intendant des Bayerischen Rundfunks. Der Club nennt auf seiner Webseite (Stand 2015) außerdem Enno Burmeister (†) und Hermann Rumschöttel als Repräsentanten.

## Aktivitäten
Der Bayerische Club förderte schon früh wissenschaftliche Arbeiten. Seit dem Jahr 2001 wurden diese Aktivitäten in feste Kategorien gefasst und mit Regelwerken versehen.

### Abiturientenpreis
Seit 2001 vergibt der Förderverein in jedem der acht Gymnasialbezirke Bayerns (Oberbayern ist in Ost und West geteilt) einen Preis für herausragende Fach- oder Seminararbeiten von Abiturienten, die sich mit bayerischer Geschichte, Gegenwart und Kultur befasst haben. Dabei ist die Definition weit gefasst und es wurden auch schon naturwissenschaftliche Arbeiten mit regionalem Bezug ausgezeichnet. Jeder der Preise ist mit 750 Euro dotiert. Die beste Arbeit wird zum Landessieger mit doppeltem Preisgeld erklärt. Das Bildungsministerium des Landes und die acht Ministerialbeauftragten für die Gymnasien treffen eine Vorauswahl, der Bayerische Club die endgültige Entscheidung über die Preisvergabe.
Die Preisverleihung erfolgt durch den Präsidenten des bayerischen Landtags in dessen Sitzungsgebäude Maximilianeum in München.

### Max-Spindler-Preis
2008 wurde die Förderung für landesgeschichtliche Buchpublikationen, insbesondere Dissertationen und Habilitationen, in einen nach Max Spindler benannten Preis überführt und mit einem festen Turnus einer einmal jährlichen Vergabe versehen. Spindler war ein bedeutender bayerischer Landeshistoriker und langjähriger Vorsitzender des Bayerischen Clubs. In der Regel erfolgt die Preisübergabe im Dezember im Rahmen der üblichen adventlichen Feier des Clubs.

### Andreas-Kraus-Fonds
2013 rief der Bayerische Club einen Fonds ins Leben, der laufende Forschungsarbeiten von Studierenden und wissenschaftlichen Mitarbeitern am Institut für Bayerische Geschichte an der Ludwig-Maximilians-Universität fördert. Insbesondere sind Hilfestellungen bei Recherchen an ausländischen Einrichtungen vorgesehen, die im Rahmen von Habilitationen, Dissertationen, Magisterarbeiten stattfinden. Der Preis ist nach Andreas Kraus benannt, der lange Jahre das von seinem Lehrer Max Spindler gegründete Institut für Bayerische Geschichte leitete.